# Kněžík černohrdlý
Kněžík černohrdlý (Sporophila nigricollis) je druh ptáka z čeledi tangarovití.
V minulosti byl řazený v čeledi strnadovití.

## Popis
Kněžík kápový (Spermophila melanops), který byl v roce 1870 popsán rakouským ornitologem Augustem von Pelzelnem z jediného známého exempláře, je v současnosti buď považován za sporný taxon, anebo jako zvláštní exemplář kněžíka černohrdlého.
Jediný známý exemplář byl chycen v říjnu 1823 z hejna jiných druhů ptáků 15 kilometrů severně od Registro do Araguaia v Brazílii. Exemplář byl silně opelichaný.
Pták měl černou chocholku a hrdlo, horní část byla olivově zelená a spodní část měla špinavou žlutohnědou barvu. Naproti tomu kněžík černohrdlý má spodní část bledě žlutou a černé zbarvení zasahuje až do horní části hrudi.

## Výskyt
Kněžík černohrdlý se vyskytuje ve Střední a Jižní Americe od Kostariky až po Bolívii.
Obývá subtropické nebo tropické vysokohorské křovinné oblasti, pastviny a narušené původní lesy.

## Ohrožení
Jedna studie z Brazílie odhaduje, že je ročně nezákonně uloveno a prodáno jako domácí mazlíček 16 800 kněžíků černohrdlých.

## Galerie

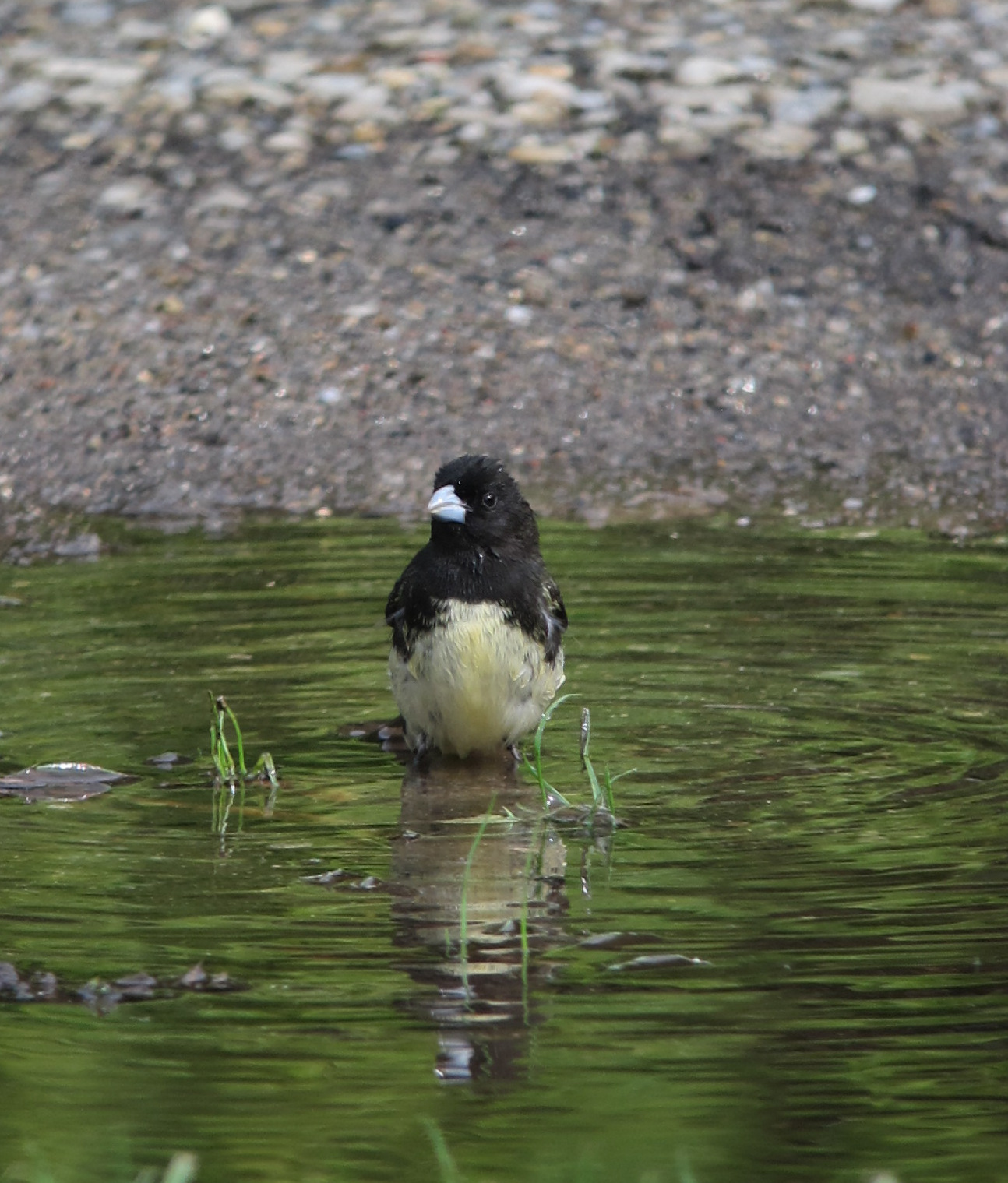
Sameček
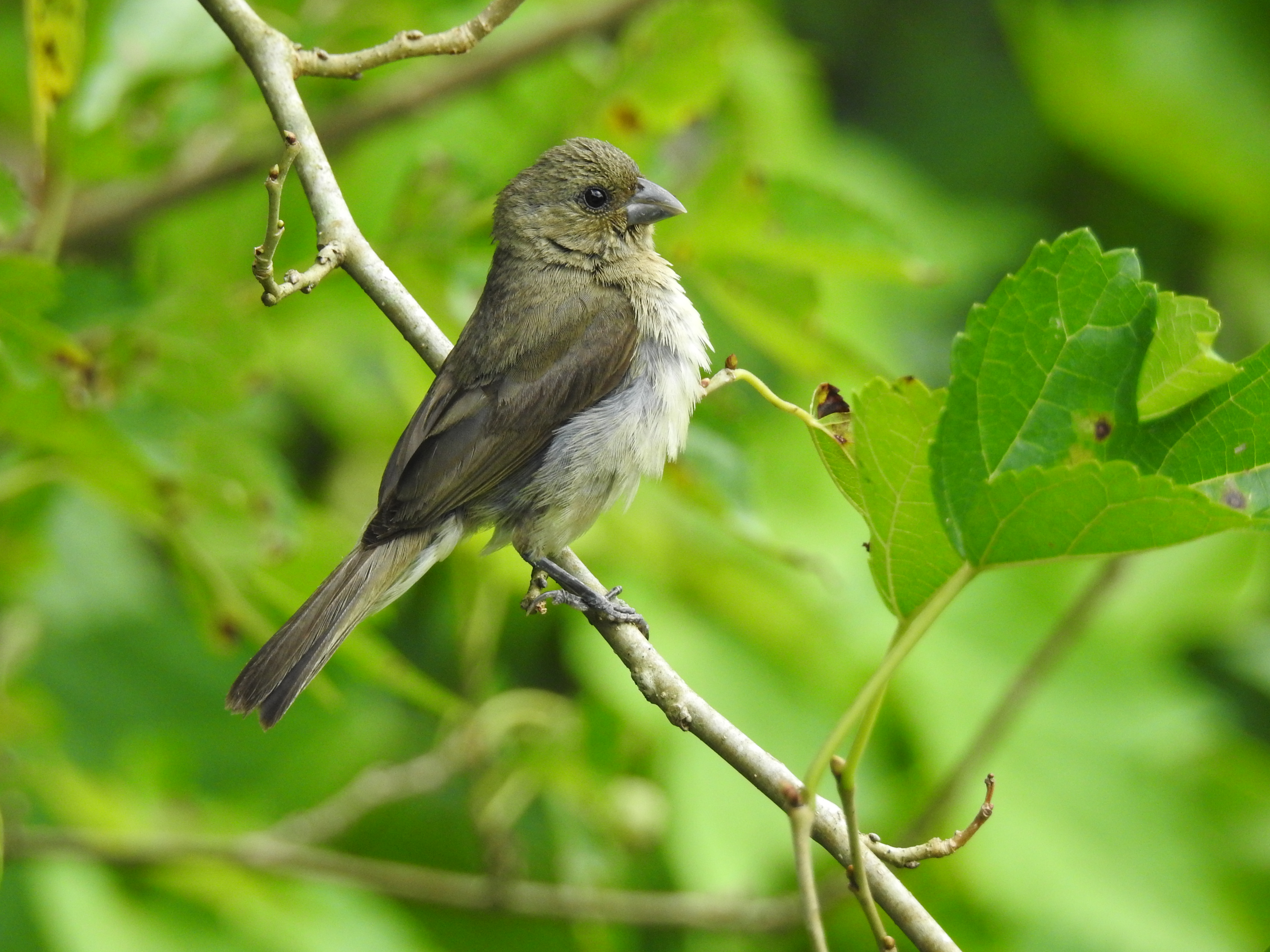
Samička